# Adalbert Boroș
Adalbert (Béla) Boros (Erdeiş, 20 settembre 1908 – Timișoara, 6 giugno 2003) è stato un arcivescovo cattolico rumeno.

## Biografia
Monsignor Adalbert (Béla) Boros nacque nel villaggio di Erdeiş il 20 settembre 1908.

### Formazione e ministero sacerdotale
Compì gli studi secondari al ginnasio dei Chierici regolari poveri della Madre di Dio delle scuole pie di Timișoara dal 1918 al 1926 e quelli per il sacerdozio presso il Pontificio collegio germanico-ungarico a Roma dal 1926 al 1934. Conseguì il dottorato in filosofia e teologia presso la Pontificia Università Gregoriana a Roma.
Il 30 ottobre 1932 fu ordinato presbitero a Roma. Nel 1934 tornò in patria e divenne professore di filosofia e di teologia dogmatica presso il seminario teologico cattolico di Timișoara. Nel 1946 divenne rettore dell'Istituto teologico di Timișoara.

### Ministero episcopale
Nel novembre del 1948 papa Pio XII lo nominò vescovo titolare di Ressiana. Ricevette l'ordinazione episcopale in segreto il 12 dicembre successivo nella cappella della nunziatura apostolica di Bucarest dal vescovo di Savannah-Atlanta Gerald Patrick Aloysius O'Hara, reggente della nunziatura.
Venne arrestato dalla Securitate il 10 marzo 1951. Insieme a monsignor Augustin Pacha, a monsignor Joseph Schubert e ad altri membri del capitolo della cattedrale di Bucarest, subì un processo farsa venendo accusato di "spionaggio per il Vaticano". Lo stesso anno venne condannato all'ergastolo. Scontò la pena nelle prigioni di Bucarest, Râmnicu Sărat, Pitești, Jilava, Dej e Gherla. Il 4 agosto 1964 venne liberato dopo la concessione di un'amnistia. Era rimasto in carcere per tredici anni, due e mezzo dei quali in isolamento. Appena liberato si recò nel monastero di Maria Radna.
Per 41 anni, lo stato comunista gli proibì di operare come vescovo; lavorò così come parroco in una parrocchia del quartiere Elisabetin di Timișoara fino alla pensione e poi come sacerdote cooperatore.
Dopo la rivoluzione del dicembre 1989, era troppo anziano per assumere la responsabilità di una diocesi. Il 14 marzo 1990 papa Giovanni Paolo II ristabilì la gerarchia cattolica sia di rito latino che di rito bizantino. Monsignor Boroș venne elevato alla dignità arciepiscopale. Il 1º agosto 1990 venne eletto prevosto del capitolo della cattedrale.
Il 14 novembre 1991 monsignor Boroș inviò alla Segreteria di Stato per gli affari religiosi un memorandum nel quale chiedeva l'annullamento della sentenza pronunciata nel 1951 dal tribunale militare di Bucarest contro di lui e gli altri imputati. Nel febbraio del 1992 il procuratore generale della Romania Vasile Manea Dragulin prese in carico la richiesta dell'arcivescovo e aprì il ricorso di annullamento per esaminare il caso. Dopo diversi ritardi dovuti alla mancata comparizione davanti al tribunale di dieci condannati nel 1951 fu chiesto al Dipartimento per la documentazione sulla popolazione del Ministero dell'interno di scoprire dove risiedevano gli altri processati. Secondo la risposta del Ministero datata 11 agosto 1995 alcuni erano morti, altri emigrati e alcuni non erano nelle cartelle della polizia. Passarono altri due anni fino a quando nel marzo del 1997 l'appello di annullamento della sentenza venne accolto. Tale evento non trovò però risalto nei media rumeni.
Monsignor Boroș trovò la forza di considerare gli anni della detenzione come i più preziosi della sua vita. Non conobbe l'odio, la rabbia o la disperazione. Aveva accettato di operare per venticinque anni nella parrocchia di Elisabetin come semplice prete. Tutta la sua vita era segnata dall'equilibrio interiore e dalla confessione cristiana. Per ogni visita o aiuto ricevuto ebbe sempre parole di ringraziamento.
Solo gli storici dell'arte sanno che tra i grandi meriti di monsignor Boroș è da includere il fatto che salvò dalla distruzione otto superbe vetrate, veri e propri capolavori dell'arte novecentesca. Esse sono menzionate nella maggior parte delle monografie dedicate all'arte secessionista del Banato e dell'Ungheria come le opere più notevoli del pittore e maestro vetraio Nagy Sándor Róth Miklós. Per quarant'anni nemmeno gli specialisti seppero cosa successe esattamente alle belle vetrate rinforzate con fili di piombo che decoravano la cappella del seminario teologico cattolico romano di Timișoara.
Dopo il dicembre del 1989 gli storici dell'arte furono contenti di apprendere che le opere non caddero preda dell'intolleranza della politica atea e anticlericale del regime comunista ma che erano intatte e in condizioni relativamente buone. La scoperta sensazionale generò un interesse febbrile tra gli storici dell'arte. Il merito della salvezza delle opere è di monsignor Boroș. Prima che l'edificio del seminario venisse confiscato dal regime le rimosse e le trasportò in fretta nella cattedrale di San Giorgio a Timișoara, dove le nascose nel coro.
Per sua fortuna, nessuno le aveva cercate e nessuno aveva mai rivelato il segreto. Le vetrate rimasero coperte vicino all'organo della cattedrale per più di quattro decenni. Poiché erano rimaste a lungo in posizione orizzontale, una sopra l'altra, alcune finestre erano deformate e si resero necessari dei lavori di restauro. A condurre i lavori fu Joseph E. Krämer, discepolo dell'autore delle vetrate. Su iniziativa del vescovo Sebastian Kräuter, le otto finestre vennero installate nel corridoio del primo piano del Palazzo Vescovile. Nel 1991 iniziarono i lavori di restauro finanziati dalla Germania che si conclusero nel 1995.
Morì a Timișoara il 6 giugno 2003 dopo una lunga sofferenza all'età di 95 anni. Le esequie si tennero l'11 giugno nella cattedrale di San Giorgio a Timișoara e furono presiedute da monsignor Jean-Claude Perisset. Concelebrarono altri dodici vescovi e Nicolae Corneanu, metropolita ortodosso del Banato.

## Genealogia episcopale
La genealogia episcopale è:
- Cardinale Scipione Rebiba
- Cardinale Giulio Antonio Santori
- Cardinale Girolamo Bernerio, O.P.
- Arcivescovo Galeazzo Sanvitale
- Cardinale Ludovico Ludovisi
- Cardinale Luigi Caetani
- Cardinale Ulderico Carpegna
- Cardinale Paluzzo Paluzzi Altieri degli Albertoni
- Papa Benedetto XIII
- Papa Benedetto XIV
- Cardinale Enrico Enriquez
- Arcivescovo Manuel Quintano Bonifaz
- Cardinale Buenaventura Córdoba Espinosa de la Cerda
- Cardinale Giuseppe Maria Doria Pamphilj
- Papa Pio VIII
- Papa Pio IX
- Cardinale Raffaele Monaco La Valletta
- Cardinale Francesco Satolli
- Cardinale Dennis Joseph Dougherty
- Vescovo Gerald Patrick Aloysius O'Hara
- Arcivescovo Adalbert (Béla) Boros